# 目黒今朝次郎
目黒 今朝次郎（めぐろ けさじろう、1922年6月7日 - 2012年6月21日）は、日本の労働運動家、政治家。参議院議員（2期）。

## 経歴
宮城県生まれ。日本国有鉄道の機関士を経て労働組合活動に転じ、国鉄動力車労働組合委員長を務め、1974年の第10回参議院議員通常選挙に日本社会党で全国区から立候補し、初当選。以降連続2期、物価等対策特別委員長、社会労働委員長を務めた。
初当選の際の選挙運動では動労の支援を受けたが、その際、動労執行部が組合員に強制的な選挙支援を行った。これが、動労から全動労が分裂するきっかけとなった。
1978年5月12日に参議院で新東京国際空港の安全確保に関する緊急措置法（成田新法）案の採決が行われた際、反対演説を行った。
1992年秋の叙勲で勲二等瑞宝章受章。
2012年6月21日、肺炎のため死去、90歳没。死没日をもって従四位に叙される。

## 脚註
1. ↑  “第84回国会 参議院 本会議 第21号 昭和53年5月12日”. 国会会議録検索システム.   国立国会図書館. 2019年5月12日閲覧。
2. ↑  『官報』号外第164号4頁 平成4年11月4日号
3. ↑  目黒今朝次郎氏死去（元社会党参院議員） 時事通信 2012年6月26日閲覧
4. ↑  『官報』第5850号10頁 平成24年7月26日号

| 議会          | 議会                                 | 議会        |
| ------------- | ------------------------------------ | ----------- |
| 先代 粕谷照美 | 参議院社会労働委員長 1982年 - 1983年 | 次代 石本茂 |